# Soul Revolution Part II
Albums de The Wailers
Soul Rebels
(1970) The Best of the Wailers
(1971)
Soul Revolution Part II est un album compilant douze titres parmi la cinquantaine de morceaux enregistrés par les Wailers (Bob Marley, Peter Tosh, Bunny Livingston) pour Lee Perry entre janvier et mars 1971 (sauf Duppy Conqueror enregistré en septembre 1970 et Put It On enregistré en décembre 1970). Il a depuis été ré-édité maintes fois sous différents labels, notamment en 1973 sous le nom d'African Herbsman.

## Titres
Face A
1. Keep On Moving (Mayfield)
2. Don't Rock My Boat (Marley)
3. Put It On (Marley)
4. Fussing And Fighting (Marley)
5. Duppy Conqueror (Marley)
6. Memphis (Tosh)

Face B
1. Riding High (Livingston)
2. Kaya (Marley)
3. African Herbsman (Havens/Price/Roth)
4. Stand Alone (Marley)
5. Sun Is Shining (Marley)
6. Brain Washing (Marley)

## Musiciens
- Batterie - Carlton Barrett
- Basse - Aston Barrett
- Guitare - Alva Lewis, Ranford Williams
- Clavier - Glen Adams, Gladdy Anderson
- Percussions - Uziah Thompson

## Anecdote
N'y a-t-il jamais eu de Soul Revolution Part I ? Cela est fort possible, quand on connaît l'esprit tordu de Lee Perry. À moins qu'il n'ait considéré Soul Rebels comme la première partie de Soul Revolution .
Une autre hypothèse serait que Soul Revolution se vendit tellement qu'il décida d'en faire une version dub[Quoi ?] en édition limitée (250 exemplaires). Une fois l'édition épuisée, il continua à vendre la version vocale de l'album dans la pochette de la version dub intitulée Soul Revolution Part II.
Toujours est-il qu'il n'existe aujourd'hui aucune trace d'un Soul Revolution ou d'un Soul Revolution Part I.